# Sieggrabener Sattel
Der Sieggrabener Sattel ist ein etwa 500 m ü. A. hoher Gebirgspass im Burgenland, Österreich. 
Der Sieggrabener Sattel liegt nördlich der Ortschaft Sieggraben, zu deren Gemeindegebiet er gehört. Er wird durch den Zusammenstoß des Rosaliengebirges im Westen mit dem Ödenburger Gebirge im Osten gebildet und gilt als Wetterscheide. Durch den Sieggrabener Sattel wird das Nordburgenland geografisch vom Mittelburgenland getrennt. Die südlich des Sieggrabener Sattels gelegene Gemeinde Sieggraben gehört zwar geografisch zum Mittelburgenland, jedoch zählt sie im politischen Verband des Bezirks Mattersburg zum Nordburgenland, was durch die Geschichte der Gemeinde im ehemals feudal-herrschaftlichen Besitzstand der fürstlichen Familie Esterházy begründet ist. Die beiden einzigen Verkehrsverbindungen zwischen dem Nordburgenland und dem Mittelburgenland – die Burgenland Straße B50 und die Burgenland Schnellstraße S31 – verlaufen im Bereich des Sieggrabener Sattels.